# الدوري السوفييتي الدرجة الثانية 1990
الدوري السوفييتي الدرجة الثانية 1990 هو موسم من الدوري السوفيتي الدرجة الثانية. فاز فيه نادي بوكوفينا تشيرنوفتسي.